# Code Name: Geronimo
Code Name: Geronimo (Originaltitel Seal Team Six: The Raid on Osama Bin Laden) ist ein US-amerikanischer Fernsehfilm des Regisseurs John Stockwell aus dem Jahr 2012 über die Tötung Osama bin Ladens durch das SEAL Team 6 im Rahmen der Operation Neptune’s Spear.

## Handlung
Nachdem die CIA auf der Suche nach Osama Bin Laden im März 2010 einen Hinweis auf Al-Kuwaiti, einen Al-Qaida-Kurier erhalten hat, können sie diesen Anfang 2011 im pakistanischen Peschawar ausfindig machen. Die Agenten Malik und Waseem folgen Al-Kuwaiti bis zu einem Grundstück in Abbottabad. Da die CIA vermutet, dass sich Bin Laden dort aufhält, mieten die beiden sich in der Nachbarschaft ein und beobachten das Grundstück. Gleichzeitig beginnt das SEAL Team 6 in Afghanistan damit, einen Einsatz zu trainieren, in dem ein Haus gestürmt wird.
Die CIA täuscht mit Hilfe von Dr. Afridi eine Impfaktion vor, um auf das Grundstück zu kommen und an DNA-Proben der dort lebenden Kinder zu gelangen, um feststellen zu können, ob sich Verwandte Bin Ladens dort aufhalten. So soll die Anwesenheit des Terrorführers verifiziert werden. Der Plan misslingt, allerdings kann ein CIA-Mitarbeiter auf dem dabei heimlich gedrehten Video ein Gewehr identifizieren, das Osama bin Laden in einer seiner Videobotschaften neben sich stehen hatte. Daraufhin wird die Aktion zu Stürmung des Grundstücks eingeleitet.
Beim Angriff auf das Grundstück wird einer der beiden Hubschrauber, die die SEALs transportieren, durch Gewehrkugeln getroffen und stürzt ab. Trotzdem gelingt es den Soldaten, in das Gebäude einzudringen. Sie können Bin Laden ausfindig machen und erschießen ihn. Die Leiche nehmen sie mit, sie wird später im Meer versenkt.

## Hintergrund
Code Name: Geronimo wurde im indischen Mumbai und in New Mexico gedreht. In den Vereinigten Staaten wurde der Film am 4. Dezember 2012 erstmals gezeigt, in Deutschland erschien er am 25. Januar 2013 auf DVD.

## Synchronisation
Code Name: Geronimo wurde von der Studio Atelier Musik und Synchron GmbH synchronisiert. Die Dialogregie führte Lothar Meyer, das Dialogbuch schrieb Anjes Borchers.
| Darsteller          | Deutscher Sprecher   | Rolle                |
| ------------------- | -------------------- | -------------------- |
| Cam Gigandet        | Christian Stark      | Stunner              |
| Anson Mount         | Arndt Schmöle        | Cherry               |
| Freddy Rodríguez    | Nils Rieke           | Trench               |
| Xzibit              | Daniel Welbat        | Mule                 |
| Kathleen Robertson  | Katrin Decker        | Vivian               |
| Robert Knepper      | Dieter Memel         | Lieutenant Commander |
| Eddie Kaye Thomas   | Wolfgang Berger      | Christian            |
| Kenneth Miller      | Arndt Schwichtenberg | Sauce                |
| William Fichtner    | Hans Bayer           | Mr. Guidry           |
| Jenny Gabrielle     | Kristina Scheyhing   | Tricia               |
| Mo Gallini          | Robert Missler       | Vernehmungsoffizier  |
| Tait Fletcher       | Rüdiger Hellmann     | D-Punch              |
| Sarah Minnich       | Tanja Kleine         | Kellnerin            |
| Alma Sisneros       | Denise M’Baye        | Trenchs Freundin     |
| Harsh Chhaya        | Mark Eichenseher     | Dr. Afridi           |
| Maninder Singh      | Dittmar Bachmann     | Malik                |
| Rajesh Shringarpore | Botond von Gaal      | Waseem               |

## Rezeption
Der Filmdienst beurteilt Code Name: Geronimo als „ebenso spannende wie bedrückende Chronologie einer Terroristenhatz.“ Der Film sei „thematisch identisch mit Kathryn Bigelows ‚Zero Dark Thirty‘“, konzentriere sich „auf die Befindlichkeiten der Einsatztruppen“, verleihe „dem Tötungskommando charakterliche Tiefe“, operiere „aber auch mit unnötiger Melodramatik.“